# Allograpta varipes
Allograpta varipes är en tvåvingeart som först beskrevs av Charles Howard Curran 1927.  Allograpta varipes ingår i släktet Allograpta och familjen blomflugor. Inga underarter finns listade i Catalogue of Life.